# Eurovision Song Contest 1984
Eurovision Song Contest 1984 blev for fjerde gang holdt i Luxembourg. Desirée Nosbusch var med sine 19 år nok den yngste værtinde der nogen sinde har været. På trods af dette klarede hun det usædvanlig godt og talte 5 sprog.
Stedet hvor showet blev holdt var så lille, at der kun var plads til VIPs og de enkelte landes delegationer.

## Deltagere og resultater
| Nr. | Land (Sprog)   | Solist                     | Sang (Uofficiel oversættelse)                                        | Plads. | Point |
| --- | -------------- | -------------------------- | -------------------------------------------------------------------- | ------ | ----- |
| 1   | Sverige        | Herreys                    | Diggi-loo diggi-ley                                                  | 1      | 145   |
| 2   | Luxembourg     | Sophie Carle               | 100% d'amour 100% kærlighed                                          | 10     | 39    |
| 3   | Frankrig       | Annick Thoumazeau          | Autant d'amoureux que d'étoiles Så mange elskere som der er stjerner | 8      | 61    |
| 4   | Spanien        | Bravo                      | Lady, lady Frue, frue                                                | 3      | 103   |
| 5   | Norge          | Dollie de Luxe             | Lenge leve livet Længe leve livet                                    | 17     | 29    |
| 6   | Storbritannien | Belle & the Devotions      | Love games Kærlighedsspil                                            | 7      | 63    |
| 7   | Cypern         | Andy Paul                  | Anna Mari-Elena                                                      | 15     | 31    |
| 8   | Belgien        | Jacques Zegers             | Avanti la vie Fremad i livet                                         | 5      | 70    |
| 9   | Irland         | Linda Martin               | Terminal 3                                                           | 2      | 137   |
| 10  | Danmark        | Hot Eyes                   | Det lige det                                                         | 4      | 101   |
| 11  | Holland        | Maribelle                  | Ik hou van jou Jeg elsker dig                                        | 13     | 34    |
| 12  | Jugoslavien    | Vlado & Isolda             | Ciao amore Farvel, elskede                                           | 18     | 26    |
| 13  | Østrig         | Anita                      | Einfach weg Simpelthen væk                                           | 19     | 5     |
| 14  | Vesttyskland   | Mary Roos                  | Aufrecht geh'n Oprejst gang                                          | 13     | 34    |
| 15  | Tyrkiet        | Bes yil önce, On yil sonra | Halay Halay (tyrkisk folkedans)                                      | 12     | 37    |
| 16  | Finland        | Kirka                      | Hengaillaan Lad os hænge ud                                          | 9      | 46    |
| 17  | Schweiz        | Rainy Day                  | Welche Farbe hat der Sonnenschein? Hvilken farve har solskinnet?     | 16     | 30    |
| 18  | Italien        | Alice & Battiato           | I treni di Tozeur Togene i Tozeur (by i Tunesien)                    | 5      | 70    |
| 19  | Portugal       | Maria Guinot               | Silêncio e tanta gente Stilhed og så mange mennesker                 | 11     | 38    |